# بوبي كيمل
بوبي كيمل (بالإنجليزية: Bobby Kimmel)‏ هو كاتب أغاني أمريكي، ولد في 1 سبتمبر 1940 في الولايات المتحدة.

## وصلات خارجية
- بوبي كيمل على موقع ميوزك برينز (الإنجليزية)
- بوبي كيمل على موقع ميوزك برينز (الإنجليزية)
- بوبي كيمل على موقع ديسكوغز (الإنجليزية)
- بوبي كيمل على موقع ديسكوغز (الإنجليزية)